# Migmella amplifrons
Migmella amplifrons är en tvåvingeart som först beskrevs av Mario Bezzi 1920.  Migmella amplifrons ingår i släktet Migmella och familjen borrflugor. Inga underarter finns listade i Catalogue of Life.